# Трембачув (Великопольське воєводство)
Трембачув (пол. Trębaczów) — село в Польщі, у гміні Пежув Кемпінського повіту Великопольського воєводства.
Населення — 780 осіб (2011).
У 1975-1998 роках село належало до Каліського воєводства.

## Демографія
Демографічна структура станом на 31 березня 2011 року:
|          | Загалом | Допрацездатний вік | Працездатний вік | Постпрацездатний вік |
| -------- | ------- | ------------------ | ---------------- | -------------------- |
| Чоловіки | 395     | 90                 | 273              | 32                   |
| Жінки    | 385     | 79                 | 215              | 91                   |
| Разом    | 780     | 169                | 488              | 123                  |